# Mecaphesa aikoae
Mecaphesa aikoae là một loài nhện trong họ Thomisidae.
Loài này thuộc chi Mecaphesa. Mecaphesa aikoae được miêu tả năm 1965 bởi Schick.